# Чкалово (Советский район)
Чкалово (3 отделение с. Любимово) — обезлюдевшее село в Советском районе Саратовской области, в составе Любимовского муниципального образования.
Основано как немецкий хутор Октоберберг
Население — 0 (2010)

## История
Основан как немецкий хутор Октоберберг. До 1941 года хутор входил в состав Мариентальского кантона АССР немцев Поволжья. Хутор Октоберберг впервые обозначен на административно-хозяйственной карте АССР немцев Поволжья 1934 года.
28 августа 1941 года был издан Указ Президиума ВС СССР о переселении немцев, проживающих в районах Поволжья. Немецкое население депортировано, хутор, как и другие населённые пункты Мариентальского кантона был включён в состав Саратовской области. На карте РККА 1941 года обозначен как посёлок Красноярский. Впоследствии переименован в село Чкалово.

## Физико-географическая характеристика
Село находится в Низком Заволжье, в пределах Сыртовой равнины, относящейся к Восточно-Европейской равнине, на левом берегу реки Большой Караман (напротив села Калуга), на высоте 78 метров над уровнем моря. Почвы — лугово-каштановые.
По автомобильным дорогам расстояние до административного центра сельского поселения села Любимово — 9,8 км, районного центра посёлка городского типа Степное составляет 36 км, до областного центра города Саратова — 130 км.
Часовой пояс
Чкалово, как и вся Саратовская область, находится в часовой зоне МСК+1. Смещение применяемого времени относительно UTC составляет +4:00.

## Население
Динамика численности населения по годам:
| 1987 | 2002 |
| ---- | ---- |
| 110  | 107  |

| 2002 | 2010 |
| ---- | ---- |
| 109  | ↘0   |